# Monnina parasylvatica
Monnina parasylvatica là một loài thực vật có hoa trong họ Polygalaceae. Loài này được C.M. Taylor mô tả khoa học đầu tiên năm 1985.